# 邢國璽
邢國璽（？—1642年），字韞斯，自號瑞石，河南長葛人，明末政治人物。

## 生平
崇禎六年癸酉科河南鄉試第五十八名舉人，七年（1634年）联捷甲戌科進士。吏部觀政，次年授山東濰縣知縣。崇禎十一年（1638年），清軍入關襲擾，攻陷山東濟南府等數十座城池。邢國璽為鞏固城池邊防線，下令將濰縣土城改建成石城。另外，他亦盡心處理民生事宜。當時崇禎曾經以修築城廓、訓練民兵、儲備糗糧以及準備兵器四個項目來向天下百姓徵稅。儘管有官員不加思索地認為這無實質效益的，但邢國璽卻奉行如皇帝詔旨。
此後，邢國璽獲上級官員推薦，崇祯十四年（1641年）升任戶部廣西司主事。由於運輸通道受盜賊阻塞，時正值有官員提議開鑿膠萊河，邢國璽力陳當中的便利之處，並因此於崇禎十五年（1642年）升山東登萊兵備僉事，負責經度河道。崇禎十五年（1642年），畿輔地區實施戒嚴及發出檄文徵召山東兵入伍。邢國璽得知清兵猛攻濰縣，於是在青州龍岡監督徵兵過程途中轉往濰縣救援，與時任知縣周亮工率領全城將士和平民死守城池。
當邢國璽走到昌樂縣堯溝鎮時遇上清兵，其部卒因為驚懼而逃走，但被邢國璽叱止。邢國璽身先士卒與清兵搏鬥。結果，在矢刃交加下仍然選擇不投降，最終身負重傷墮馬而死。
濰縣百紅將其遺體葬於濰縣城南方，並在浮煙山東北方設立邢國璽碑以作紀念。邢國璽死後，巡撫不將此事上奏朝廷，崇禎帝下旨嚴責，又賜恩恤金予邢國璽一家。邢國璽殉難十八年後，即清順治十七年（1660年），其子方將其棺移送家鄉河南長葛安葬。